# Брезниця-Джаковацька
45°19′ пн. ш. 18°10′ сх. д. / 45.32° пн. ш. 18.16° сх. д.
Брезниця-Джаковацька (хорв. Breznica Đakovačka) — населений пункт у Хорватії, в Осієцько-Баранській жупанії у складі громади Леванська Варош.

## Населення
Населення за даними перепису 2011 року становило 345 осіб.
Динаміка чисельності населення поселення:

## Клімат
Середня річна температура становить 10,87 °C, середня максимальна – 25,30 °C, а середня мінімальна – -6,00 °C. Середня річна кількість опадів – 745 мм.
| Клімат поселення                              | Клімат поселення | Клімат поселення | Клімат поселення | Клімат поселення | Клімат поселення | Клімат поселення | Клімат поселення | Клімат поселення | Клімат поселення | Клімат поселення | Клімат поселення | Клімат поселення | Клімат поселення |
| Показник                                      | Січ.             | Лют.             | Бер.             | Квіт.            | Трав.            | Черв.            | Лип.             | Серп.            | Вер.             | Жовт.            | Лист.            | Груд.            |                  |
| Середній максимум, °C                         | 6,46             | 8,28             | 12,75            | 17,22            | 22,24            | 25,30            | 25,02            | 24,50            | 20,47            | 15,12            | 9,30             | 5,36             |                  |
| Середня температура, °C                       | 0,21             | 2,05             | 6,51             | 11,01            | 16,02            | 19,06            | 21,00            | 20,49            | 16,44            | 11,09            | 5,26             | 1,32             |                  |
| Середній мінімум, °C                          | −6               | −4,2             | 0,27             | 4,76             | 9,78             | 12,81            | 16,97            | 16,45            | 12,41            | 7,08             | 1,25             | −2,71            |                  |
| Норма опадів, мм                              | 47               | 46               | 44               | 56               | 70               | 96               | 66               | 63               | 54               | 67               | 75               | 61               |                  |
| Середньомісячна швидкість вітру, м/с          | 2.06             | 2.33             | 2.60             | 2.52             | 2.24             | 2.06             | 2.00             | 1.86             | 1.85             | 1.94             | 2.04             | 2.13             |                  |
| Середньомісячна сонячна радіація, кДж/м²·день | 4281             | 6993             | 10874            | 15254            | 19104            | 21158            | 22191            | 20363            | 14907            | 9285             | 4909             | 3615             |                  |
| --------------------------------------------- | ---------------- | ---------------- | ---------------- | ---------------- | ---------------- | ---------------- | ---------------- | ---------------- | ---------------- | ---------------- | ---------------- | ---------------- | ---------------- |
| Джерело:                                      |                  |                  |                  |                  |                  |                  |                  |                  |                  |                  |                  |                  |                  |